# Otus lettia
El autillo chino (Otus lettia) es una especie de ave estrigiforme de la familia Strigidae propia del sur de Asia. Se estiende por el Himalaya desde el norte de Pakistán hasta el sur de China y el sudeste asiático. Es parcialmente migratorio y algunos individuos pasan el invierno en la India, Sri Lanka y Malasia. Anteriormente se conisideraba conespecífico del autillo indio (Otus bakkamoena), pero en la actualidad se consideras especies separadas.

## Descripción

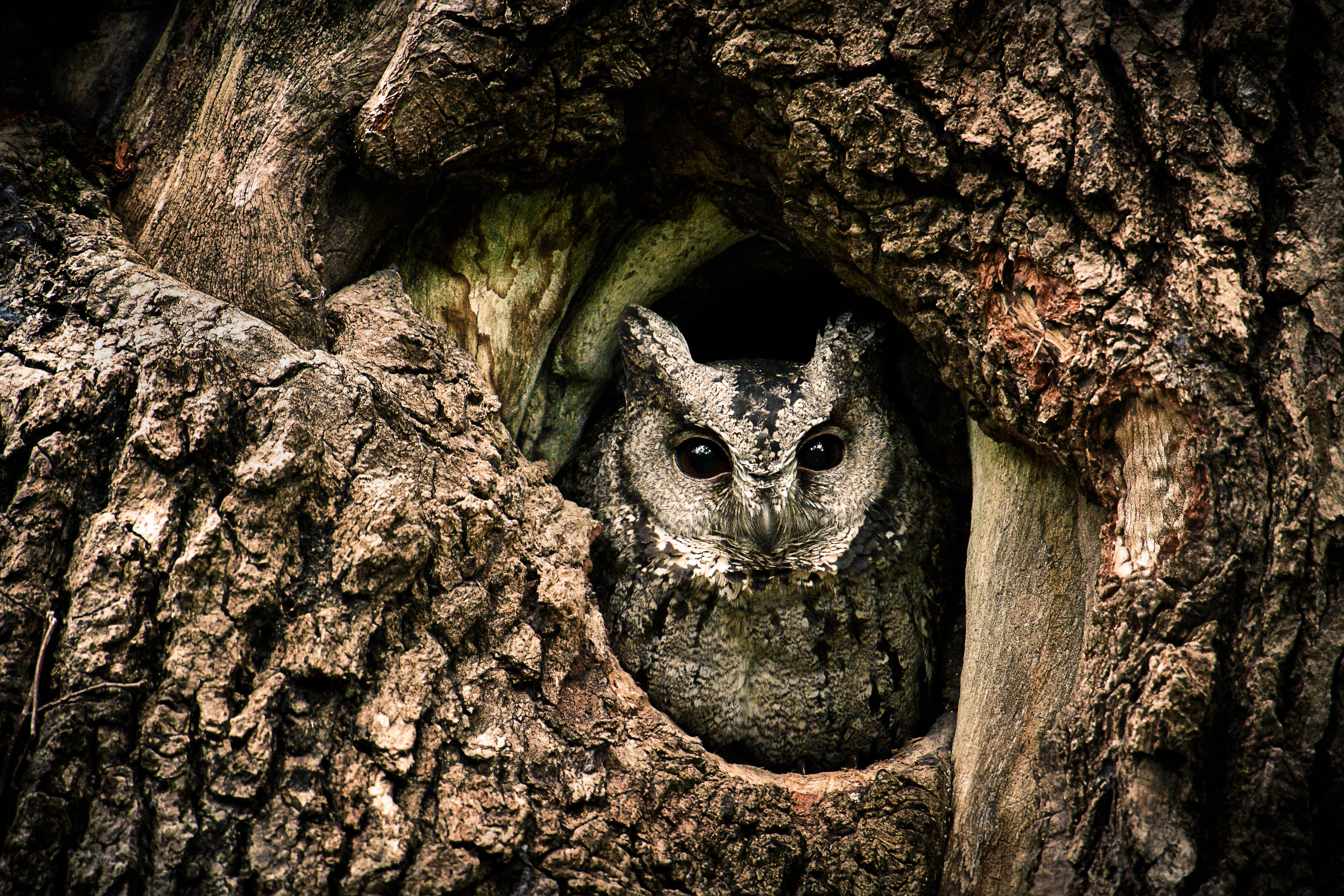
Ejemplar asomando del nido.

El autillo chino es un búho pequeño (23–25 cm, aunque es el de mayor tamaño de su género (Otus). Como los demás autillos tiene dos pequeños penachos de plumas en la cabeza a modo de orejas. Sus partes superiores son de tonos grises o pardos, dependiendo de la subespecie, con un moteado difuso crema. Sus partes inferiores son anteadas con veteado más oscuro. Su disco facial es blanquecino o crema, y sus ojos son anaranjados o castaños. Prenta una banda clara en el cuello. Ambos sexos tienen un aspecto similar. 
Esta especie que ocupa el norte de la India, es reemplazado en el sur de esta por el muy similar autillo oriental (Otus sunia). También es muy similar al autillo indio, aunque este es ligeramente más pequeño

## Comportamiento
Esta especie es nocturna pero con frecuencia se puede localizar de día gracias a los pájaros pequeños que suelen acosarlos si los localizan durmiendo en un árbol. Su vuelo es muy ondulado. Se alimenta principalmente de insectos. Su llamada es un goog gook suave.
El autillo chino cría en los bosques y zonas arboladas. Anida en un hueco de un árbol, donde pone entre tres y cinco huevos.